# 조동식
조동식(趙東植, 일본식 이름: 林川東植하야시카와 도쇼쿠, 1887년 8월 26일 ~ 1969년 12월 25일)은 일제강점기와 대한민국의 교육인으로, 본관은 임천, 호는 춘강(春江)이며 본적은 서울특별시 종로구 소격동이다.

## 생애
1887년 8월 26일 전사관(典祀官) 조한우(趙漢佑)의 둘째 아들로 태어났다. 1907년 3월 관립 한성한어학교를 졸업했고 1908년 1월 19일 기호흥학회 평의원으로 임명되었다. 1908년 4월 28일 동덕여자의숙을 설립했고 1909년 2월 기호학과 사범과를 졸업했다. 1912년 7월 19일 동덕여학교 교장으로 임명되었고 1928년부터 1938년까지 계명구락부 평의장과 평이사, 총무이사를 역임했다. 1929년 11월 10일 20년 동안 교육계에 종사한 공로를 인정받아 경성부 교육회가 수여하는 제6회 교육효적자 표창자로 선정되었다.
1930년대 후반부터 1945년 광복 때까지 조선지원병제도제정축하회 발기인(1938년 2월 9일), 국민정신총동원조선연맹 참사(1939년 5월 임명), 임전대책협의회 발기인(1941년 8월 25일), 조선임전보국단 발기인(1941년 10월), 조선임전보국단 평의원(1941년 10월 22일 임명), 국민총력조선연맹 사무국 의례개선조사위원(1942년 6월 임명), 국민동원총진회 중앙지도위원(1944년 9월 24일 임명), 대화동맹 심의원(1945년 2월 11일 임명) 등 각종 단체에서 활동하는 동안 일본의 침략 전쟁에 적극 협력했다. 1954년 7월에는 상명학원의 초대 이사장으로 취임했다.
사변기념강연회(1938년 7월 6일부터 1938년 7월 8일까지 열림), 국민정신 양양 순회강연회(1939년 8월부터 1939년 9월까지 국민정신총동원연맹 주최로 열림), 국민정신총동원 강연회(1939년 9월 6일부터 1939년 9월 11일까지 국민정신총동원연맹 주최로 열림) 등 각종 강연에서 강사로 참석했고 창씨개명 협의회(1940년 3월 27일에 열림), 전시하 혼상의례(戰時下 婚喪儀禮) 좌담회(1941년 8월 5일에 열림), 징병령과 여자교육 좌담회(1942년 10월 15일 조광 주최로 열림) 등 각종 좌담회에 참석하는 등 일본의 침략 전쟁에 적극 협력했다.
조선총독부 기관지 《매일신보》에 기고한 〈전일본 일억 동포의 환희 - 대세(大勢)에 순응(順應)〉(1938년 2월 25일), 〈성전 일년 - 정신통일, 근검활동, 보건보국에 노력〉(1938년 7월 5일 인터뷰), 〈인생은 물질이 아니오 - 시국일수록 정신 수양이 필요〉(1941년 11월 3일), 〈충성과 효도는 하나 - 일본 국민의 충효정신〉(1942년 3월 9일), 〈군인의 아내를 육성할 여학교 교육의 새 정신〉(1942년 5월 12일), 〈결전하의 시간관념, 목숨도 오고 가는 1분 1초〉(1943년 6월 10일), 〈동원령하의 여학도부대〉(1943년 7월 6일) 등의 글을 통해 '군국의 어머니'로서의 여성의 의무를 강조하고 일본의 침략 전쟁 협력을 위한 여학생 교육을 주장하는 한편 〈철저한 결전 생활, 남자 대신 직장으로 나서자〉(1944년 1월 14일), 〈규율 있는 생활을 - 총후의 단결도 여기에서〉(1944년 1월 29일) 등의 글을 통해 '내선일체'(內鮮一體)와 일본의 침략 전쟁에 협력하는 이른바 '총후생활'(銃後生活)을 주장했다. 이 때문에 민족문제연구소의 친일인명사전 수록자 명단의 교육/학술 부문, 친일반민족행위진상규명위원회가 발표한 친일반민족행위 705인 명단에 포함되었다.
광복 후인 1950년 5월 동덕여자대학을 설립했으며 동덕학원 이사장과 대한교육연합회 회장 등을 역임했다. 1969년 11월 제1회 영신아카데미 교육본상을 수상했으며 사후 국민훈장 무궁화장이 추서되었다.

## 같이 보기
- 동덕여자대학교
- 상명대학교

## 참고 자료
| 전임 백낙준 | 한국교원단체총연합회 회장 1958년 ~ 1960년 | 후임 유진오 |